# 41 Cloth Fair

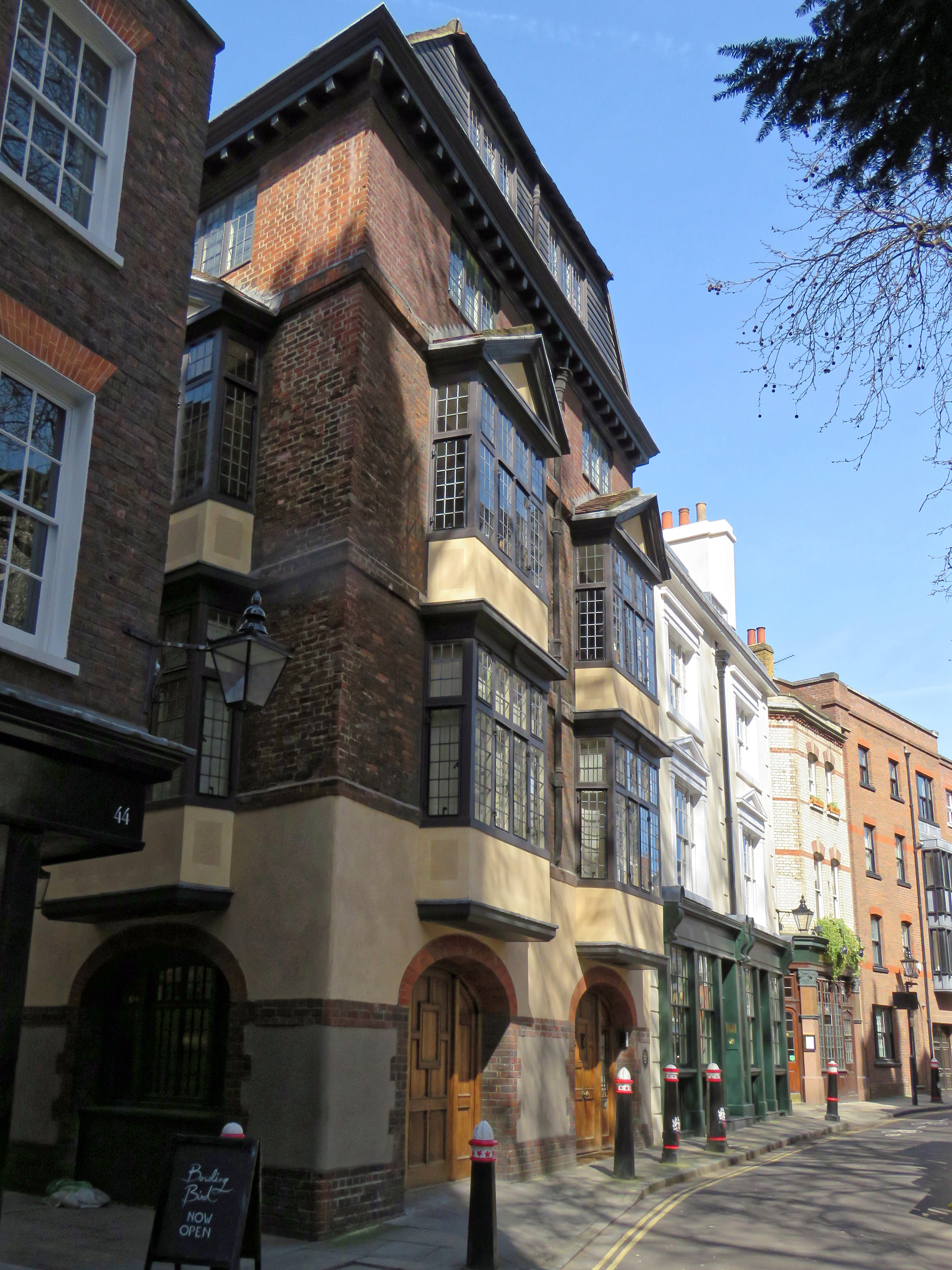
41 Cloth Fair

41 Cloth Fair ist ein Wohnhaus in der englischen Hauptstadt London.

## Geschichte
Es wird oft als ältestes Wohnhaus Londons bezeichnet.
Erbaut wurde es zwischen 1597 und 1614. Es hat den Großen Brand von London im Jahr 1666 überstanden, mutmaßlich wegen des Mauerwerks und der günstigen Lage im Schatten einer Kirche.

## Beschreibung
Es liegt in der Straße Cloth Fair und ist gemauert. Mutmaßlich gehörten sie im 17. Jahrhundert Tuchhändlern.
Es sollte in den 1920er Jahren abgerissen werden, doch scheiterten diese Pläne.